# ویندن یم لتستال
ویندن یم لتستال (به آلمانی: Winden im Elztal) یک شهر در آلمان است که در امندینگن واقع شده‌است. ویندن یم لتستال ۲٬۸۶۲ نفر جمعیت دارد.